# Palghar
Palghar est une ville de la division Konkan de l'État du Maharashtra et un conseil municipal situé à environ 87 kilomètres au nord de Mumbai. Palghar se trouve sur la ligne ouest du chemin de fer de banlieue de Mumbai dans le couloir ferroviaire très fréquenté Mumbai-Ahmedabad. C'est la capitale administrative du district de Palghar nouvellement formé. La ville est située à environ 35 kilomètres au nord de Virar et à environ 24 kilomètres à l'ouest de la sortie de l'autoroute nationale Mumbai-Ahmedabad (NH 8) à Manor, en Inde. 

## Démographie
Au recensement de l'Inde de 2011 Palghar avait une population de 68 930 habitants. Les hommes étaient au nombre de 36 523 (52,9%) et les femmes de 32 407 (47,1%). Le taux d'alphabétisation était de 77,52%, supérieur à la moyenne nationale de 59,5%; l'alphabétisation des hommes était de 81,2% et celle des femmes de 73,35%. 11,8% de la population avait moins de 6 ans. 
La majorité de la population suit la religion hindoue avec un nombre important de jaïns, bouddhistes et musulmans, et de petites communautés chrétiennes et sikhs. Le marathi est la langue la plus parlée avec les dialectes Warli, Vadvali et Vanjari. De petites communautés de gujaratis et de musulmans parlent respectivement le gujarati et l'ourdou. 

## Transport
Palghar est bien desservi par les transports routier et ferroviaire. Palghar agit en tant que chef de division de la Maharashtra State Road Transport Corporation, qui fournit une connectivité directe à plusieurs villes du Maharashtra et du Gujarat, notamment Surat, Vapi, Valsad, Vadodara, Bharuch, Ankleshwar, Anand, Mumbai, Ahmedabad, Miraj, Pune, Vaduj, Thane, Ulhasnagar, Bhiwandi, Aurangabad, Ahmednagar, Kalyan, Alibag, Nandurbar, Bhusaval, Shirdi et Nashik. 
Palghar est une importante gare ferroviaire du Mumbai Suburban Railway . En plus des services Shuttle / MEMU (en) / EMU (trains locaux), de nombreux trains longue distance s'arrêtent également ici.

## Histoire
Le 1er août 2014, Palghar est devenu le 36e district du Maharashtra. Son histoire est alternée avec son ancien quartier de Thane. Les tehsils Jawhar, Vasai et Palghar ont un héritage historique. Vasai (alors connu sous le nom de Bassein) était sous l'empire portugais. Chimaji Appa, le commandant militaire de Maratha a plus tard capturé le fort Vasai des Portugais et a intégré le drapeau Maratha sur Vasai. Palghar fut l'un des points importants de la campagne Chalejav en 1942. 
Le 14 août 1942, il y a eu un soulèvement contre les Britanniques à Palghar, au cours duquel Kashinath Hari Pagdhare, Govind Ganesh Thakur, Ramprasad Bhimashankar Tiwari, Ramchandra Mahadev Churi et Govind Sukur More ont été martyrisés. Le cercle principal de Palghar est connu comme "Paachbatti" (qui signifie "cinq lumières" en marathi ) en l'honneur de ces martyrs. Le cercle Paachbatti est situé très près de la gare de Palghar, qui sert également de gare routière. 
Le 14 août a été déclaré «Journée des martyrs» à Palghar et les gens se rassemblent au cercle de Paachbatti pour honorer les 5 martyrs qui ont sacrifié leur vie pour la liberté du pays. 
Palghar a une population urbaine de 1 435 210 habitants, donc environ 48% de la population totale vit en zone urbanisée. Palghar est maintenant devenu un nouveau quartier après la thane.

## Culture
Bhandari, Warli ( Adivasi ), Katkari, Malhar Koli, Vanjari, Vadval, Mali (Sorathi) sont les castes prédominantes à Palghar. 
Les Vanjaris ont leurs racines à Chittodgad, au Rajasthan et ont déclaré qu'ils avaient migré pour le commerce et pour échapper aux invasions musulmanes au Rajputana par voie maritime jusqu'à Murbe, puis se sont répandus dans tout le district de Palghar. Leur langue est assez distincte du marathi standard car elle a une forte influence du Rajasthan et du Gujarati. 
Vadval est la communauté la plus nombreuse présente à Palghar. Ils seraient les descendants de la dynastie Yadava de Devagiri qui se sont échappés des musulmans et se sont établis ici. Ils forment l'une des très rares communautés de langue marathi qui appartiennent à Kshatriya varna, mais pas la caste traditionnelle des 96 clans (96 - Kuli) Maratha.
La peinture Warli et la célèbre danse Tarapa présentent une contribution à l'art de la communauté Warli. La peinture et l'art de Warli remontent à un millénaire. L'art Warli est également apprécié dans les pays étrangers. Les warlis représentent les premiers colons du pays à l'époque actuelle et leur culture a largement influencé les cultures ultérieures dans et autour de la région.
La communauté Koli (pêcheurs) de Palghar rappelle les liens de la ville avec la mer d'Arabie. La pêche constitue une grande partie du commerce et de l'alimentation de Palghar et joue également un rôle majeur dans les événements culturels. Les Kolis sont ensuite divisés en sous-castes telles que Vaiti, Mangele, Bari, etc.

### Art, artisanat et tourisme
Antarang Sanskrutik Kala Darpan Pratishthan Saphale est une ONG / Trust basée à Saphale, travaillant pour le développement des arts visuels, des arts du spectacle et de la musique, et pour les questions sociales et environnementales. 